# 柳林屯乡
柳林屯乡，是中华人民共和国河北省石家庄市栾城区下辖的一个乡镇级行政单位。

## 行政区划
柳林屯乡下辖以下地区：
大任家庄村、张村、辛李庄村、范台村、北屯村、柳林屯村、故意村、夏凉村、城郎村、新建村、河庄村、岗头村、北十里铺村、北五里铺村、寺北柴村、孟董庄村、北长村、康家庄村、白佛赵村、乔家庄村、疙塔头村、东牛村和李家庄村。